# 국민노동자당
국민노동자당(폴란드어: Narodowa Partia Robotnicza 나르도바 파르티아 로보트니차[*])은 폴란드의 협동주의, 연대주의 정당이다. 1920년 5월 23일 노동자국민당과 국민노동연합이 합당하여 만들어졌으며, 강세 지역으로는 비엘코폴스카, 포메라니아, 실레시아., 우치로, 이해마다 당원 수가 150,000명 정도였다. 1922년 총선에서는 하원에만 18석, 상원에만 3석을 흭득하였고, 득표율 5%를 흭득했다.
국민노동자당은 1926년까지 피우수트스키 내각의 일원이었다. 그러나 내각 말기에 국민노동자당은 좌파와 일반 세력으로 분당되었다. 반피우수트스키인 국민노동자당과는 달리 국민노동자당 좌파는 친(親)사나치아였고, 국민노동자당의 당원 8만명으로 축소되었다. 게다가 1928년 총선에서는 득표율 2%로 의석 수는 상원과 하원에만 각각 2석, 11석으로 감소하였다.
1930년 중도좌파에 가입하여 1930년 총선에서만 79석을 흭득하였고, 인민노동당은 단 8석만 얻었다. 이후 중도 성향의 모르겐스 전선에 가입하였고, 1835년 총선에서는 불참하였다. 1937년에 기독교민주당과 합당하여 노동당으로 출범하였다.